# إغضب (ألبوم)
إغضب هو البوم للفنانة السورية أصالة نصري، تم إصداره عام 1994. الأغنية بالأصل للمطربة العراقية انوار عبد الوهاب. 

## قائمة الأغاني
- إغضب  - 17:31، كلمات نزار قباني - ألحان: حلمي بكر
- بتحدى عيونك  - 3:20، كلمات عماد حسن - ألحان محمد ضياء الدين
- لو ألف أحبك  - 3:52، كلمات عماد حسن - ألحان محمد ضياء الدين
- ما تسألنيش - 5:58، كلمات عماد حسن - ألحان محمد ضياء الدين
- مجروح صوت الساعات - 4:46، كلمات عماد حسن - ألحان محمد ضياء الدين